# Эффект тамагочи
Эффект Тамагочи — это психологическое явление, при котором люди становятся эмоционально зависимыми от робота или другого виртуального объекта. Такое отношение у человека может быть к Тамагочи, сотовому телефону, роботу или даже к какой-то компьютерной программе. Исследования показывают, что эффект Тамагочи может проявиться в любом возрасте и может иметь как положительное, так и отрицательное влияние на психическое здоровье человека.

## История
Тамаго́чи (яп. たまごっち тамаготти, нескл.) — игрушка, виртуальный домашний питомец. Идея создания принадлежала компании Bandai — третьему по величине игрушечному гиганту планеты. Появились тамагочи 23 ноября 1996 года. Фактически виртуальный питомец живет сам по себе. Пока хозяин не подключает его к консоли на протяжении какого-то времени, питомец может успеть испражниться, заболеть или умереть, о чём сигнализирует встроенный динамик. Чтобы контролировать этот процесс нужно постоянно находиться с игрушкой на связи.
Позже был налажен выпуск дешёвых в производстве отдельных модулей, которые сами по себе являлись самодостаточной игрой. Именно такое решение стало особо популярным. Только в первые годы после появления и только официально воспроизведено более сорока миллионов тамагочи. Помимо официальных, выпускались миллионы экземпляров аналогов и/или подделок, обычно китайского производства, именно такие экземпляры составляли основную массу тамагочи в России.
Смысл игры заключается в интерактивном наблюдении за жизнью питомца, от вылупления из яйца и до смерти. Питомца можно было кормить, играть с ним, следить за здоровьем, убирать за ним, то есть электронная игрушка напоминала взаимодействие с настоящим существом. Оригинальным считается управление тремя кнопками.
Осенью 2017, по сообщению газеты Daily Mail, в США возвращается в продажу обновленная версия игрушек тамагочи в шести разных дизайнах корпуса и с шестью разными виртуальными питомцами. Обновленная версия также по размеру меньше оригинальной, но функциональная часть осталась прежней.

## Последствия эффекта
Исследователи часто обсуждали эффект тамагочи на протяжении многих лет. В то время как некоторые говорят, что есть причины для беспокойства в отношении привязанностей к неживым существам, другие предполагают, что это безопасная альтернатива реальному домашнему животному для тех, кто не может должным образом заботиться о нем, или что тамагочи могут использоваться для «практики» ухода за реальным домашним животным, без риска навредить или пренебречь им, если интересы человека изменятся.
После того, как «эффект тамагочи» получил широкое распространение, исследователи придумали термин «киборг тамагочи-человек» для описания кажущихся симбиотическими отношений между людьми и тамагочи, отчасти иронизируя над связью тамагочи, который умрёт без человека, и человека, который расстроится в случае смерти тамагочи. Этому способствует и тенденция носить Тамагочи как часть одежды или украшение.
Не существует ограничений, кто может и не может столкнуться с эффектом тамагочи. На умственно отсталых детях и пожилых людях применяются формы терапии с виртуальными домашними животными.

## Влияние на общество
Виртуальные «друзья» могут обеспечить людям чувство безопасности и уверенности в себе. Это может быть особенно верно для тех, кто испытывает трудности в общении или взаимодействии с другими людьми. Люди могут обратиться к своим виртуальным друзьям за позитивной поддержкой или просто дружеским общением. Есть веские основания полагать, что в будущем найдется место для технологических, жизнеподобных сущностей. Эти отношения между человеком и машиной могут однажды стать методически эквивалентными отношениям между живыми существами.

## Критика
В то время как эти виртуальные «друзья» делают много хорошего для людей, есть также необходимость беспокоиться о чрезмерной зависимости. Такая зависимость от этих ботов потенциально может привести к изоляции от реального мира. Это, в свою очередь, может привести к затруднению разграничения между реальностью и фантазией, что особенно важно для детей.